# اليكساندر بيشانوك
اليكساندر بيشانوك (بالروسية: Быченок, Александр Викторович)‏ (و. 1985  م) هو لاعب كرة قدم بيلاروسي، ولد في موجيلوف، مركز لعبه هو لاعب وسط.

## روابط خارجية
- اليكساندر بيشانوك على موقع قاعدة بيانات كرة القدم.إي يو (الإنجليزية)
- اليكساندر بيشانوك على موقع ناشيونال فوتبول تيمز (الإنجليزية)
- اليكساندر بيشانوك على موقع Soccerway.com (الإنجليزية)